# 필립 마이클 토마스

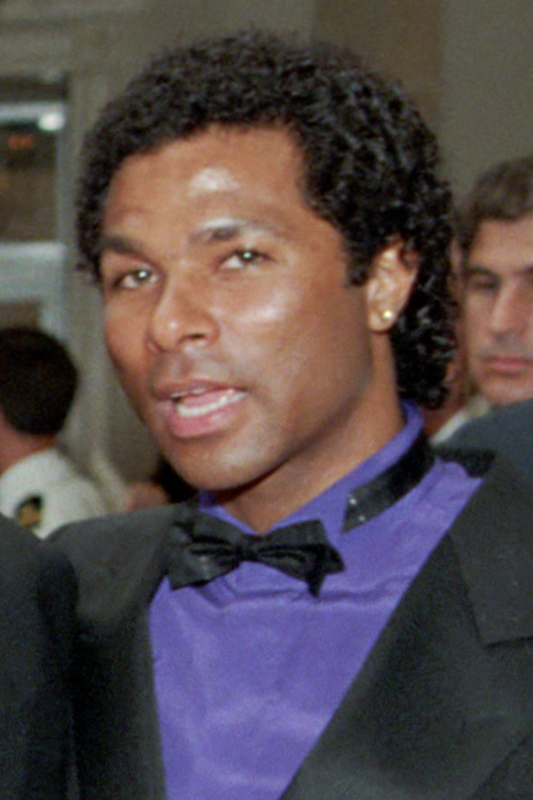

필립 마이클 토머스(Philip Michael Thomas, 1949년 5월 26일 ~ )는 미국의 가수, 배우이다.
콜럼버스에서 태어났다.

## 출연 작품

### 영화
- Book of Numbers (1973)
- 거리의 투사 (1975, Black Fist)
- 미스터 리코 (1975, Mr. Ricco)
- 스파클 (1976, Sparkle)
- 더 다크 (1979, The Dark)
- The Wizard of Speed and Time (1988)
- 코카인 커넥션 (1990, A Little Piece Of Sunshine)
- Piñero (2001) - 과거 촬영분

### 텔레비전
- 뿌리: 그 다음 세대 (1979)
- 마이애미의 두 형사 (1984-89)
- Detective Extralarge (1991-92)